# Kärpät Oulu
Kärpät Oulu est un club de hockey sur glace finlandais basé à l'Oulun Energia Areena dans la ville d'Oulu. Il évolue en Liiga, le meilleur championnat national.

## Palmarès
- Championnat de Finlande (8)
  - 1981, 2004, 2005, 2007, 2008, 2014, 2015, 2018

## Présentation
En finnois "Oulun Kärpät" signifie les Hermines d'Oulu. Fondé en 1946, le club a remporté à huit reprises le championnat national (1981, 2004, 2005, 2007, 2008, 2014, 2015 et 2018).

## Numéros retirés
- 10 Reijo Ruotsalainen
- 24 Jari Viuhkola